# 2009/2010 ISUジュニアグランプリシリーズ
2009/2010 ISUジュニアグランプリシリーズ（2009/2010 ISU JGP of Figure Skating）は、2009年（2009-2010シーズン）に行われる、フィギュアスケートのISUジュニアグランプリである。

## 開催地と日程
シニアクラスのISUグランプリシリーズとは異なり、ISUジュニアグランプリの開催地はシーズンごとに変わる。2009-2010シーズンの開催地と日程は以下の通り。
- JGPブダペスト（ブダペスト）：2009年8月26日-30日
- JGPレークプラシッド（レークプラシッド）：2009年9月2日-6日
- JGPトルン杯（トルン）：2009年9月9日-13日
- JGPミンスク・アイス（ミンスク）：2009年9月23日-27日
- JGPブラオエン・シュベルター杯（ドレスデン）：2009年9月30日-10月4日
- JGPクロアチア杯（ザグレブ）：2009年10月7日-11日
- JGPボスポラス（イスタンブール）：2009年10月14日-18日
- ISU JGPファイナル（東京）：2009年12月3日-6日

なお、2009-2010シーズンのISUジュニアグランプリファイナルは、2008-2009シーズン同様ISUグランプリファイナルと同時開催される。

## 出場枠
2009/2010 ISUジュニアグランプリの出場枠は、2009年世界ジュニアフィギュアスケート選手権の結果に基づき次の通り各国・地域に割り当てられた。
シングルスケーティング及びアイスダンスの場合、国・地域から出場した選手のうちもっともよかった選手の成績を比較し、上位3か国・地域は7大会すべてに2名(組)ずつの、4-6か国・地域は7大会すべてに1名(組)ずつの、7-12か国・地域は6大会に1名(組)ずつの出場枠を得る。ここまでに割り当てられた出場枠を使用しない国・地域がある場合、各大会ごとに空いた枠数を超えない限りで上位4-6か国・地域に順に1枠ずつ出場枠が追加される。フリースケーティングに進出した選手が所属していた国・地域は5大会に1名(組)ずつの、フリースケーティングには進出できなかったもののショートプログラムの順位が25位-30位の選手が所属していた国・地域は4大会に1名(組)ずつの出場枠を得る。31位以下の選手が所属していた国・地域は3大会に1名(組)ずつの、その他の国・地域は、2大会に1名(組)ずつの出場枠を得る。また上記にかかわらず、大会の開催国は3名(組)までの選手を出場させることができる。
ペアスケーティングの場合、フリースケーティングに進出した選手が所属していた国・地域は大会ごとに2組ずつの出場枠を得る。ただし国・地域から出場した選手のうちもっともよかった選手の成績を比較し、上位5か国・地域はうち3大会で加えてもう1組の出場枠を得る。その他の国・地域は、大会ごとに1名ずつの出場枠を得る。また、大会の開催国は何組でも出場させることができる。なお、ペアスケーティング競技は7大会中4大会のみで開催される。
各国・地域の出場枠は以下の表の通りである。
| 出場枠                                     | 男子シングル | 女子シングル | ペア | アイスダンス                                                            |
| ------------------------------------------ | --- | --- | --- | ----------------------------------------------------------------------- |
| 大会ごとに3名（組）ずつ                    | | | ロシア アメリカ合衆国 カナダ 日本 中国                                                                      |                                                                         |
| 大会ごとに2名（組）ずつ                    | アメリカ合衆国 · チェコ · ロシア | ロシア · アメリカ合衆国 · スウェーデン | スイス · エストニア · ポーランド · フランス · イタリア · スロバキア · チェコ · オランダ · 香港 · ウクライナ | アメリカ合衆国 ロシア カナダ                                            |
| 大会ごとに1名（組）ずつ 空き枠しだいで追加 | カザフスタン 中国 カナダ | ジョージア ドイツ スロバキア | | チェコ · イタリア · フランス                                            |
| 6大会に1名（組）ずつ                       | ウクライナ · 日本 · スウェーデン · ドイツ · フランス · スロバキア                                                                              | イタリア · フランス · カナダ · オーストリア · エストニア · 日本 | | ウクライナ · 中国 · ギリシャ · オーストリア · スロバキア · イギリス     |
| 5大会に1名（組）ずつ                       | スペイン · イタリア · 韓国 · エストニア · オーストラリア                                                                                       | チャイニーズタイペイ · 中国 · ウクライナ · スペイン · 韓国 · イギリス · ベラルーシ | | ハンガリー · ドイツ · フィンランド                                      |
| 4大会に1名（組）ずつ                       | ポーランド · チャイニーズタイペイ · ベルギー · イギリス · フィンランド · トルコ                                                                | スイス · オランダ · デンマーク · タイ · ニュージーランド | | ベラルーシ · ポーランド · スイス · エストニア · リトアニア · ブルガリア |
| 3大会に1名（組）ずつ                       | アルメニア · リトアニア · ベラルーシ · オーストリア · スイス · ルーマニア · ブルガリア · ジョージア · オランダ · クロアチア · ニュージーランド | ノルウェー · ポーランド · リトアニア · ハンガリー · ギリシャ · フィンランド · オーストラリア · ラトビア · チェコ · メキシコ · フィリピン · イスラエル · ブルガリア · スロベニア · クロアチア · アンドラ · ベルギー · アルメニア · トルコ · セルビア · ボスニア・ヘルツェゴビナ · シンガポール | | イスラエル スペイン ウズベキスタン                                      |

表にない国・地域は、シングルまたはアイスダンスの場合2大会に1名(組)ずつ、ペアの場合各大会に1組ずつの選手を出場させることができる。

## 賞金
2009/2010 ISUジュニアグランプリ各大会の賞金は以下の表の通り（総額$22,500）。
| 順位 | 賞金額（男女シングル） | 賞金額（ペア・アイスダンス） |
| ---- | ---------------------- | ---------------------------- |
| 1位  | $2,000                 | $3,000                       |
| 2位  | $1,500                 | $2,250                       |
| 3位  | $1,000                 | $1,500                       |

2009/2010 ISUジュニアグランプリファイナルの賞金は以下の表の通り（総額$105,000）。
| 順位 | 賞金額（男女シングル） | 賞金額（ペア・アイスダンス） |
| ---- | ---------------------- | ---------------------------- |
| 1位  | $6,000                 | $9,000                       |
| 2位  | $5,000                 | $7,500                       |
| 3位  | $4,000                 | $6,000                       |
| 4位  | $3,000                 | $4,500                       |
| 5位  | $2,000                 | $3,000                       |
| 6位  | $1,000                 | $1,500                       |

## 競技結果

### 男子シングル
| 大会名                        | 金                         | 銀                         | 銅                       |
| ----------------------------- | -------------------------- | -------------------------- | ------------------------ |
| JGPブダペスト                 | リチャード・ドーンブッシュ | グラント・ホッホスタイン   | ジャン・ブシュ           |
| JGPレークプラシッド           | ロス・マイナー             | 中村健人                   | マーク・シャクマトフ     |
| JGPトルン杯                   | 羽生結弦                   | オースティン・カナラカン   | ゴルジェイ・ゴルシュコフ |
| JGPミンスク・アイス           | アルトゥール・ガチンスキー | 宋楠                       | スタニスラフ・コバリョフ |
| JGPブラオエン・シュベルター杯 | 宋楠                       | アルトゥール・ガチンスキー | ゴルジェイ・ゴルシュコフ |
| JGPクロアチア杯               | 羽生結弦                   | ロス・マイナー             | ジャン・ブシュ           |
| JGPボスポラス                 | 閻涵                       | スタニスラフ・コバリョフ   | 中村健人                 |
| ISU JGPファイナル             | 羽生結弦                   | 宋楠                       | ロス・マイナー           |

### 女子シングル
| 大会名                        | 金                         | 銀                       | 銅                     |
| ----------------------------- | -------------------------- | ------------------------ | ---------------------- |
| JGPブダペスト                 | ポリーナ・シェレペン       | アンジェラ・マクスウェル | 今井遥                 |
| JGPレークプラシッド           | クリスティーン・ムサデンバ | クセニヤ・マカロワ       | イザベル・オルソン     |
| JGPトルン杯                   | 村上佳菜子                 | アンナ・オフチャロワ     | クリスティーナ・ガオ   |
| JGPミンスク・アイス           | ポリーナ・シェレペン       | 西野友毬                 | クセニヤ・マカロワ     |
| JGPブラオエン・シュベルター杯 | キリ・バガ                 | アンジェラ・マクスウェル | ポリーナ・アガフォノワ |
| JGPクロアチア杯               | 村上佳菜子                 | ケイト・シャーボノー     | エリー・カワムラ       |
| JGPボスポラス                 | キリ・バガ                 | ソフィヤ・ビリュコワ     | クリスティーナ・ガオ   |
| ISU JGPファイナル             | 村上佳菜子                 | ポリーナ・シェレペン     | クリスティーナ・ガオ   |

### ペア
| 大会名                        | 金                                    | 銀                                            | 銅                                               |
| ----------------------------- | ------------------------------------- | --------------------------------------------- | ------------------------------------------------ |
| JGPレークプラシッド           | ケリー・ホール and アダム・ジョンソン | クセニヤ・ストルボワ and ヒョードル・クリモフ | 高橋成美 and マーヴィン・トラン                  |
| JGPトルン杯                   | 高橋成美 and マーヴィン・トラン       | タチヤナ・ノヴィク and ミハイル・クズネツォフ | ブリトニー・ジョーンズ and >カーティス・ガスケル |
| JGPミンスク・アイス           | 隋文静 and 韓聰                       | 張悦 and 王磊                                 | ケリー・ホール and アダム・ジョンソン            |
| JGPブラオエン・シュベルター杯 | 隋文静 and 韓聰                       | 張悦 and 王磊                                 | ブリトニー・シンプソン and ネイサン・ミラー      |
| ISU JGPファイナル             | 隋文静 and 韓聰                       | 高橋成美 and マーヴィン・トラン               | 張悦 and 王磊                                    |

### アイスダンス
| 大会名                        | 金                                                  | 銀                                                      | 銅                                                      |
| ----------------------------- | --------------------------------------------------- | ------------------------------------------------------- | ------------------------------------------------------- |
| JGPブダペスト                 | エレーナ・イリニフ and ニキータ・カツァラポフ       | Karen Routhier and Eric Saucke-Lacelle                  | ロレンツァ・アレッサンドリーニ and シモーネ・バトゥーリ |
| JGPレークプラシッド           | マイア・シブタニ and アレックス・シブタニ           | カリス・ラルフ and アッシャー・ヒル                     | ローリ・ボナコルシ and トラヴィス・メイガー             |
| JGPトルン杯                   | エレーナ・イリニフ and ニキータ・カツァラポフ       | マリナ・アンチポワ and アルチョム・クダシェフ           | イザベッラ・カヌーシオ and イアン・ロレッロ             |
| JGPミンスク・アイス           | クセニヤ・モンコ and キリル・ハリャヴィン           | レイチェル・ティベッツ and コリン・ブルーベイカー       | アリサ・アガフォノヴァ and ドミトロ・ドゥニ             |
| JGPブラオエン・シュベルター杯 | エカテリーナ・プシュカシュ and ジョナサン・ゲレイロ | ロレンツァ・アレッサンドリーニ and シモーネ・バトゥーリ | パイパー・ギレス and ザカリー・ダナヒュー               |
| JGPクロアチア杯               | マイア・シブタニ and アレックス・シブタニ           | カリス・ラルフ and アッシャー・ヒル                     | タチヤナ・バトゥリンツェワ and イヴァン・ボロブエフ     |
| JGPボスポラス                 | クセニヤ・モンコ and キリル・ハリャヴィン           | エカテリーナ・プシュカシュ and ジョナサン・ゲレイロ     | イザベッラ・カヌーシオ and イアン・ロレッロ             |
| ISU JGPファイナル             | クセニヤ・モンコ and キリル・ハリャヴィン           | エレーナ・イリニフ and ニキータ・カツァラポフ           | マイア・シブタニ and アレックス・シブタニ               |